# Isabella Guarnieri
Isabella Guarnieri (São Paulo, 30 de setembro de 2000) é uma dubladora brasileira. É conhecida por emprestar sua voz à personagem Emília da versão animada do Sítio do Picapau Amarelo.
É filha do também dublador Tatá Guarnieri e irmã do dublador Caio Guarnieri.